# Coccodiplosis citri
Coccodiplosis citri är en tvåvingeart som beskrevs av Barnes 1935. Coccodiplosis citri ingår i släktet Coccodiplosis och familjen gallmyggor. Inga underarter finns listade i Catalogue of Life.